# Национални историјски музеј Бугарске
Национални историјски музеј (буг. Национален исторически музей) је највећи музеј у Бугарској. Музеј поседује око 650.000 предмета који се односе на археологију, уметност, историју и етнографију. Стално је изложено 10% колекције.

## Историја
НИМ је основан по налогу уреда Већа министарског савета Народне Републике Бугарске 5. маја 1973. године. Прва изложба отворена је 1984. године у згради Суда правде у Софији у част 1300. годишњице бугарске државе.
Одлуком Већа министара од 15. априла 1998. музеју је додељен Дом бр.1 у државном седишту Бојани (бивша резиденција Тодора Живкова). Нову изложбу званично је отворио премијер Иван Костов 29. јуна 2000.
У музеју је изложено Дабенско благо.
Директори НИМ-а су били:
- проф. д-р Страшимир Димитров (јун 1974. – 31. децембар 1975)
- Емил Цанов (1. јануар – 31. август 1976)
- акад. Васил Гјузелев (1. септембар 1976. – 31. децембар 1977)
- акад. Васил Гјузелев (1. септембар 1976. – 31. децембар 1977)
- Анчо Анчев (јануар 1978. – август 1983)
- проф. д-р Симеон Дамјанов (август 1983. – октобар 1985)
- ст.н.с. д-р Румен Катинчаров (новембар 1985. – децембар 1994)
- ст.н.с. д-р Божидар Димитров (децембар 1994. – 1. август 1998)
- ст.н.с. д-р Илја Прокопов (4. август 1998. – 6. фебруар 2001)
- ст.н.с. д-р Теофана Матакиева-Лилкова (фебруар – децембар 2001)
- ст.н.с. д-р Божидар Димитров (децембар 2001. – 27. јул 2009)
- ст.н.с. д-р Цветана Кјосева, и. д. (27. јул 2009. – фебруар 2011)
- ст.н.с. д-р Божидар Димитров (фебруар 2011. – новембар 2017)
- доц. д-р Бони Петрунова (новембар 2017. – )

## Колекције и изложбе
Колекције НИМ-а укључују преко 650.000 споменика културе у следећим периодима и истраживачким областима:
- - палеолит, неолит, енеолит
  - бронзано доба
  - рано и ново гвоздено доба
  - римско доба и античко доба
  - средњи век
  - нумизматика
  - награде
  - накити
  - оружје
  - тканине за домаћинство, вез, униформе, урбана одећа и додатна опрема, традиционална одећа
  - примењена, ликовна уметност
  - црквена уметност
  - стари штампани материјали (на бугарском и на страним језицима)
  - документне фотографије из Ренесансе
  - документи, фотографија и печат из периода 1878. – 1944. г. и из најновије историје Бугарске
  - алати за рад и предмети за домаћинство
  - плакати
  - карте
  - обрасци производње
  - намештај
  - филателија
  - заставе
  - хералдика, сфрагистика

Током деведесетих НИМ је преузео очување збирки већ затвореног Музеја бугарско-совјетског пријатељства и Народног музеја револуционарног покрета.

### Главне изложбе
- - Сала 1: Праисторија (VII – II в.п.н.е.)[3]
  - Сала 2: Бугарске земље од краја VІ в.п.н.е. до VІ в.н.е.[3]
  - Сала 3: Бугарска држава после средњег века (VІІ–ХІV в.)[3]
  - Сала 4: Бугарске земље током османске владавине (1396 – 1878)[3]
  - Сала 5: Треће бугарско краљевство (1879 – 1946. г.)[3]
  - Сала 8: Аполонија[3]
  - Сала 9: Бугарска народна култура[3]
  - Сала 10: Галерија новца[3]
  - Сала 11: Бугарска кућа из периода народног препорода (18. и 19. век)[3]

### Сталне изложбе
- Историја костима и моде[5]
- Културне вредности царине (од 2002. г.)[5]
- Колекција „Бојан Радев“ – спортске и друге награде и културне вредности, које је донирао Бојан Радев[6]
- Антарктида – бугарска ледена прича (од 2012. г.)[7]

## Структура
Од септембра 2012. НИМ има следећу административну структуру:

### Руководство
- директор – доц. др Бони Петрунова
- заменик-директора – проф. др. Иван Христов
- заменик-директора – Нађа Николова

### Одељења
- Односи с јавношћу
- Археологија
- Историја
- Уметничке студије, етнографија и интердисциплинарне студије
- Средства
- Илустративни фонд
- Централна лабораторија за конзервацију и рестаурацију
- Просторна уметничка структура и одржавање
- Административно и финансијско одељење
- Безбедност и сигурност

### Експозитуре
У септембру 2012. године НИМ има следеће експозитуре:
- Црква Бојана „Црква св. Никола и Пантелејмон” у Бојани, Софија
- „Пароброд Редецки” у граду Козлодуј
- „Манастир св. Јован Богослов” у граду Земен
- „Црква св. Теодор Тирон и Теодор Стратилат” у селу Добарско